# جون غودارد (لاعب كرة قدم)
جون غودارد (بالإنجليزية: John Goddard)‏ هو لاعب كرة قدم بريطاني، ولد في 2 يونيو 1993 في Sandhurst, Berkshire ‏ في المملكة المتحدة. شارك مع منتخب إنجلترا لكرة القدم C ‏. أما مع النوادي، فقد لعب مع سويندون تاون ونادي ريدنغ ونادي وكينغ.

## وصلات خارجية
- جون غودارد على موقع قاعدة بيانات كرة القدم.إي يو (الإنجليزية)
- جون غودارد على موقع Soccerbase.com (لاعب) (الإنجليزية)
- جون غودارد على موقع Soccerway.com (الإنجليزية)